# Sphaeroparia villiersi
Sphaeroparia villiersi är en mångfotingart som först beskrevs av Christoph D. Schubart 1955.  Sphaeroparia villiersi ingår i släktet Sphaeroparia och familjen Fuhrmannodesmidae. Inga underarter finns listade i Catalogue of Life.